# No Mercy 2001
No Mercy 2001 è stata la quarta edizione dell'omonimo pay-per-view, prodotto dalla World Wrestling Federation. L'evento si è svolto il 21 ottobre 2001 al Savvis Center di Saint Louis (Missouri) e incassò 762.255 dollari, grazie ai 15.647 biglietti venduti. La colonna sonora è stata Click Click Boom dei Saliva.
Il match principale dell'evento fu il Triple Threat match per il WWF Championship tra il campione Steve Austin e gli sfidanti Kurt Angle e Rob Van Dam. Austin vinse il match mantenendo il titolo dopo aver schienato Van Dam in seguìto all'esecuzione della Stone Cold Stunner.
I match presenti nell'undercard furono, The Rock contro Chris Jericho per il WCW World Heavyweight Championship, The Undertaker contro Booker T, i Dudley Boyz contro Big Show e Tajiri per il WWF Tag Team Championship, Christian contro Edge in un Ladder match per l'Intercontinental Championship, Torrie Wilson contro Stacy Keibler in un Lingerie match, Test contro Kane, e gli Hardy Boyz contro Lance Storm e The Hurricane per il WCW World Tag Team Championship.

## Storyline
La rivalità principale dell'evento fu quella per il WWF Championship tra il campione Steve Austin e Kurt Angle e Rob Van Dam. A Unforgiven, Angle sconfisse Austin e nella puntata di SmackDown! del 4 ottobre, RVD sconfisse Angle e fece guadagnare ad Austin un'opportunità per il titolo. Nella puntata di Raw dell'8 ottobre, Austin vinse il titolo, grazie all'aiuto l'aiuto del commissioner William Regal. Di conseguenza, Regal si unì all'Alliance e nella puntata di SmackDown! dell'11 ottobre, la CEO della WWF Linda McMahon, lo licenziò dalla sua posizione di Commissioner. Più tardi quella sera, Rob Van Dam perse contro Chris Jericho dopo un'interferenza di Austin. Il nuovo Commissioner si rivelò essere Mick Foley, il quale annunciò che Austin avrebbe dovuto difendere il totolo contro RVD e Kurt Angle in un triple threat match a No Mercy.
Un'altra rivalità predominante dell'evento fu quella per il WCW World Heavyweight Championship tra il campione The Rock e lo sfidante Chris Jericho. Nella puntata di Raw dell'8 ottobre, il proprietario della World Championship Wrestling, Shane McMahon lottò insieme a Rob Van Dam contro Jericho e Rock in un tag team match. Van Dam schienò Rock dopo che Jericho lo colpì accidentalmente con una sedia di acciaio. Dopo l'incontro, i due si confrontarono in un segmento nel backstage in cui Jericho lo attaccò e nella puntata di SmackDown! dell'11 ottobre, Jericho sconfisse Rob Van Dam diventando lo sfidante per il WCW Championship.

## Risultati
| #    | Incontri                                                                                     | Stipulazioni                                          | Durata |
| ---- | -------------------------------------------------------------------------------------------- | ----------------------------------------------------- | ------ |
| Heat | The Acolytes hanno sconfitto Chris Kanyon e Hugh Morrus                                      | Tag team match                                        | 05:20  |
| Heat | Billy Kidman (c) ha sconfitto Scotty 2 Hotty                                                 | Single match per il WCW Cruiserweight Championship    | 07:53  |
| 1    | The Hardy Boyz (c) (con Lita) hanno sconfitto The Hurricane e Lance Storm (con Mighty Molly) | Tag team match per il WCW Tag Team Championship       | 07:42  |
| 2    | Test ha sconfitto Kane                                                                       | Single match                                          | 10:09  |
| 3    | Torrie Wilson ha sconfitto Stacy Keibler                                                     | Single match                                          | 03:08  |
| 4    | Edge ha sconfitto Christian (c)                                                              | Ladder match per il WWF Intercontinental Championship | 22:16  |
| 5    | The Dudley Boyz (c) hanno sconfitto Big Show e Tajiri                                        | Tag team match per il WWF Tag Team Championship       | 09:19  |
| 6    | The Undertaker ha sconfitto Booker T                                                         | Single match                                          | 13:12  |
| 7    | Chris Jericho ha sconfitto The Rock (c)                                                      | Single match per il WCW Championship                  | 23:44  |
| 8    | Steve Austin (c) ha sconfitto Kurt Angle e Rob Van Dam                                       | Triple threat match per il WWF Championship           | 15:15  |